# Love Parade

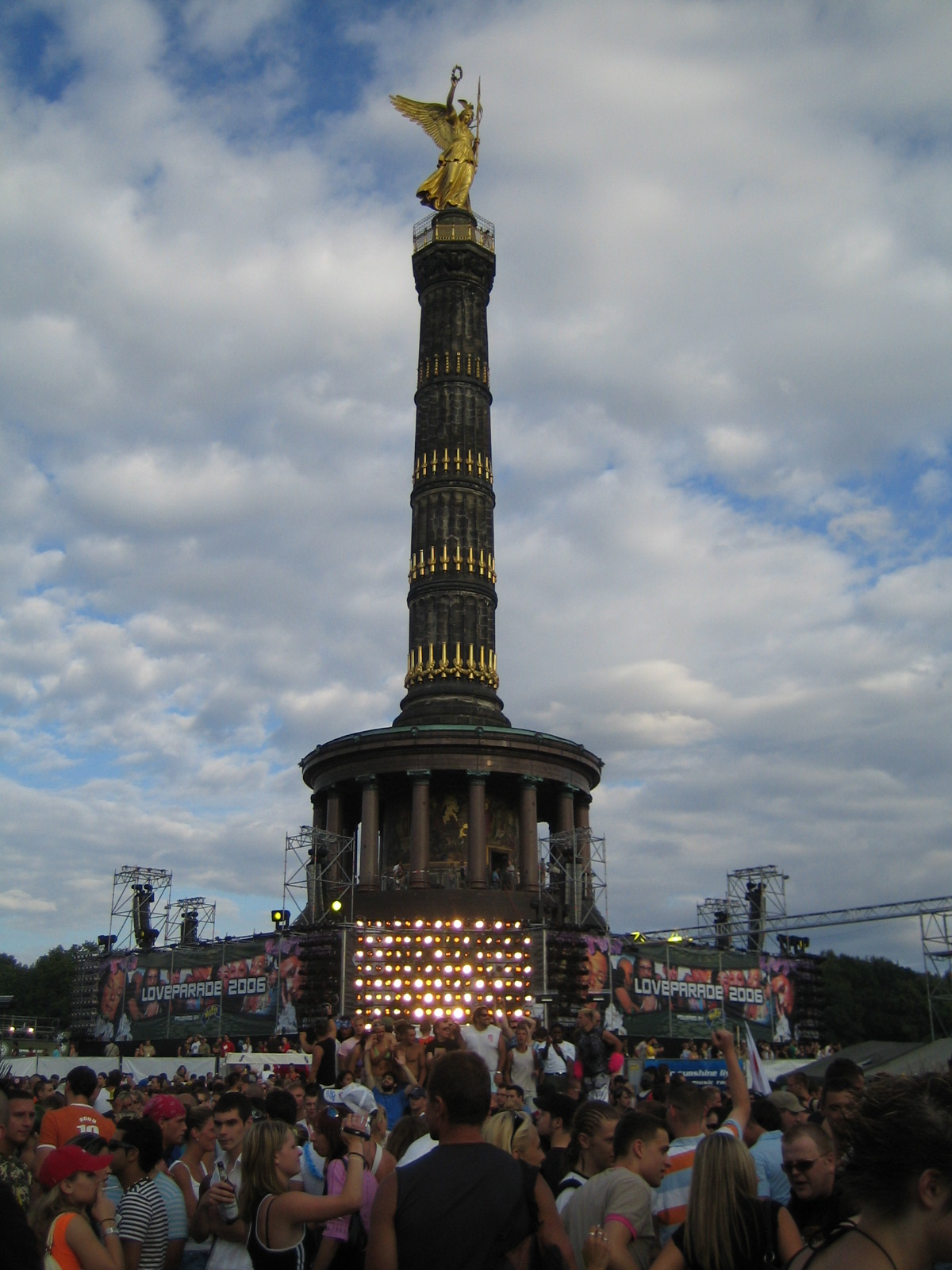
De Siegessäule was van 1996 tot 2006 het middelpunt van de parade

De Love Parade was een populair rave- en techno-festival in Duitsland dat duizenden bezoekers trok. Eind jaren 90 was dit het grootste dance-evenement ter wereld. De parade vond van 1989 tot 2006 elk jaar plaats in Berlijn en daarna tot 2010 in het Ruhrgebied. Bij de laatste editie van het evenement, die werd gehouden in 2010 in Duisburg, kwamen 21 mensen in het gedrang om het leven toen er paniek ontstond in een toegangstunnel. De organisatie besloot na dit drama dat er geen nieuwe edities van Love Parade meer zouden plaatsvinden.

## Opzet van de Love Parade
De Love Parade was een optocht van enkele tientallen praalwagens met dj's die via grote geluidsinstallaties hun platen aan het publiek lieten horen. De muziek beperkte zich tot elektronische dansmuziek zoals house, trance, techno, hardstyle en schranz. De wagens werden meestal gehost door clubs, platenlabels en party-organisatoren. Rond de trucks dansten duizenden mensen op de muziek. Het evenement kenmerkte zich vooral door de enorme mensenmassa, waardoor het dagelijks leven in de stad van de Love Parade en omstreken op de dag van de Love Parade lichtelijk ontregeld was. Niet alleen op het evenement zelf was het overvol, ook op alle metrostations en autowegen waren de ravers makkelijk te herkennen aan hun felgekleurde kleding, geverfd haar en versierde auto's. Een ander belangrijk kenmerk was het voortdurende gefluit van de bezoekers, die in combinatie met de beats vanuit de vrachtwagens het karakteristieke geluid van de Love Parade vormen. Ook laten sommige bezoekers hun exhibitionistische kanten zien: ze zijn schaars gekleed en maken seksueel getinte bewegingen. Andere bezoekers proberen op te vallen door op de lantaarns, verkeersborden, stoplichten en bomen te klimmen.
Naast de parade werden er ook grote feesten voor, tijdens en na de Love Parade gehouden. Het 'LOVE Weekend' begon al de woensdag voor de Love Parade en duurde tot de maandag van de volgende week. Enkele belangrijke feesten waren Lovestern Galactica, The Love From Above en het 100-uurs-dance-evenement in Tresor.

## Geschiedenis
| Datum      | Motto                                         | Bezoekersaantal (volgens organisatie) |
| ---------- | --------------------------------------------- | ------------------------------------- |
| 01-07-1989 | Friede, Freude, Eierkuchen                    | 150                                   |
| 07-07-1990 | The Future is Ours                            | 2000                                  |
| 06-07-1991 | My House is Your House and Your House is Mine | 6000                                  |
| 04-07-1992 | The Spirit Makes You Move                     | 15.000                                |
| 03-07-1993 | The Worldwide Party People Weekend            | 30.000                                |
| 02-07-1994 | Love 2 Love                                   | 120.000                               |
| 08-07-1995 | Peace on Earth                                | 500.000                               |
| 13-07-1996 | We Are One Family                             | 750.000                               |
| 12-07-1997 | Let the Sun Shine in Your Heart               | 1.000.000                             |
| 11-07-1998 | One World One Future                          | 1.100.000                             |
| 10-07-1999 | Music is the Key                              | 1.500.000                             |
| 08-07-2000 | One World One Loveparade                      | 1.300.000                             |
| 21-07-2001 | Join the Love Republic                        | 1.000.000                             |
| 13-07-2002 | Access Peace                                  | 750.000                               |
| 12-07-2003 | Love Rules                                    | 750.000                               |
| 15-07-2006 | The Love is Back                              | 1.200.000                             |
| 25-08-2007 | Love is Everywhere                            | 1.200.000                             |
| 19-07-2008 | Highway to Love                               | 1.600.000                             |
| 24-07-2010 | The Art of Love                               | 1.400.000                             |

Het aantal bezoekers is telkens geschat door de organisatoren van de Love Parade. Politieschattingen lagen meestal zo'n 20-30% lager. In 2010 werd bekend dat de organisatie sinds 2006 doelbewust de bezoekcijfers manipuleerde. Volgens een vertrouwelijk rapport was het beleid om voor de media het bezoekersaantal driemaal hoger te maken dan het daadwerkelijke aantal bezoekers. Sommige gemeenten deden daaraan mee.

### De Love Parade in Berlijn
In 1989 besloot Matthias Roeingh alias dj Dr. Motte om zijn verjaardag op een originele manier te vieren. Onder het motto "Friede, Freude, Eierkuchen" organiseerde hij een politieke demonstratie op de Kurfürstendamm in Berlijn. In een Volkswagenbusje had hij een muziekinstallatie met aggregaat geïnstalleerd en stapvoets rijdend speelde hij techno voor zo'n 150 bezoekers. Hij maakte er een jaarlijks terugkerend evenement van met telkens een ander motto. In de jaren erna kwamen er telkens meer bezoekers bij, van 2000 in 1990, 10.000 in 1991 tot uiteindelijk honderdduizenden in het midden van de jaren 90.  
De Love Parade begon als politieke demonstratie voor wereldvrede, verdraagzaamheid en naastenliefde. De parade had elk jaar een ander motto en de oprichter Dr. Motte gaf jaarlijks een speech van een aantal minuten. Verder was er weinig aandacht voor deze thema's en stonden de muziek en het feest centraal. Maar doordat de Love Parade een politieke demonstratie was, hoefde de organisatie geen kosten te betalen voor het opruimen van het afval dat de bezoekers achterlieten. 
Tot 1995 reed de parade over de Kurfürstendamm. Vanaf 1996 reed de parade over de veel grotere Straße des 17. Juni, door het park Tiergarten. Halverwege de route is de Großer Stern, een grote rotonde met in het midden de Siegessäule, die in die periode het centrum van de parade was. 's Avonds verzamelden alle vrachtwagens zich aan de zijstraten van de Großer Stern en speelden dan de muziek die wereldberoemde techno-dj's, zoals Carl Cox, Sven Väth, Paul van Dyk en Tiësto draaiden vanaf de Siegessäule. In 1999 was de allergrootste parade ooit. Bij een temperatuur van rond de 30 graden bezochten 1,5 miljoen mensen de parade. In dat jaar was ook de eerste dode te betreuren: een slachtoffer van een steekpartij.
In die periode rees er steeds meer kritiek op de organisatie. Vanuit de techno-scene krijgt de Love Parade het verwijt een commercieel evenement te zijn dat de muziek op het tweede plan zet. Er reden ook vrachtwagens mee van populaire televisiezenders, commerciële producten en zelfs een wagen van de politieke partij CDU. Deze organisaties waren in staat om de torenhoge inschrijfkosten te betalen, terwijl de echte techno-organisaties deze kosten niet konden dragen. Ook vond men dat de Love Parade ten onrechte een politieke demonstratie was. Er werd nauwelijks aandacht aan het motto besteed en de bezoekers komen enkel om te feesten. Als reactie op deze commercialisering werd er een alternatieve parade in Berlijn georganiseerd: de Fuckparade. Op deze parade werd vooral schranz en hardcore gedraaid.
Ander punt van kritiek kwam van de bewoners rond het Tiergartenpark in Berlijn. Zij maakten zich grote zorgen over de schade die de bezoekers van de Love Parade aanrichten aan het park. Via processen tegen de gemeente en de organisatoren probeerden ze de Love Parade te laten verbieden. Maar de Berlijnse senaat was de Love Parade altijd goed gezind. De Love Parade gaf de stad immers bekendheid en was een grote inkomstenpost voor de Berlijnse middenstand. In 2001 slaagden de bewoners er toch in de Love Parade te dwarsbomen door zelf een politieke demonstratie aan te melden op de Straße des 17. Juni in elk weekend in juni tot en met augustus. Hierdoor kon de Love Parade niet doorgaan als politieke demonstratie. Om de Love Parade toch te laten doorgaan moest de Love Parade zich aanmelden als commercieel evenement. Dit betekende een financiële aderlating, omdat de organisatie nu ook de schoonmaakkosten moest betalen. De Berlijnse senaat werd ook steeds minder coulant voor de Love Parade, omdat de Love Parade minder inkomsten in het laatje bracht dan werd gedacht. Daarom weigerde de senaat om de Love Parade te steunen nadat het de status als demonstratie verloor. Ook trokken sponsoren zich terug en kwamen er minder bezoekers. Hierdoor kwamen de organisatoren in de financiële problemen en kon het evenement in 2004 en 2005 niet plaatsvinden. Eind 2005 vroegen de organisatoren faillissement aan, maar dat werd geweigerd door de Berlijnse senaat.
In februari 2006 kwam er onverwachts een nieuwe sponsor aanzetten, die het hele evenement overnam. Deze sponsor, de Duitse fitnessketen McFit, richtte de BV Lopavent op, die de Love Parade in het vervolg zou organiseren. Het concept is ook aangepast. Zo reden er alleen nog maar trucks van McFit mee. Maar er was dat jaar weer een Love Parade, de laatste in Berlijn. De oprichter Dr. Motte kon zich niet vinden in het nieuwe concept en heeft zich sindsdien gedistantieerd van de Love Parade.

### De Love Parade in het Ruhrgebied
In 2007 maakte McFit bekend dat de parade voortaan niet meer in Berlijn zou worden gehouden, omdat de Berlijnse senaat volgens de organisatoren geen duidelijkheid kon geven over of de parade wel door kan gaan. De Love Parade zou de komende 5 jaar in het Ruhrgebied plaatsvinden in verschillende steden. Op 25 augustus 2007 was Essen als eerste aan de beurt. De tweede editie was in Dortmund. Het thema dat jaar was Highway to Love.
In 2009 werd de Love Parade afgelast omdat de stad Bochum de verwachte bezoekersaantallen niet aan zou kunnen.

### 2010
Of de Love Parade in 2010 door zou gaan, was lang twijfelachtig. Sponsor McFit stelde een bedrag van ruim 3 miljoen euro beschikbaar. De stad Duisburg zou zelf nog ca. 850 000 euro moeten bijleggen, geld dat de stad niet had. Eind februari was er toch een oplossing gevonden.
Op 24 juli 2010 vond de parade plaats op een afgesloten terrein bij het treinstation van Duisburg. Naar schatting 400.000 mensen bezochten Duisburg. Rond 17.00 uur kwamen in het gedrang bij de ingang van het feestterrein 21 mensen om het leven. Ruim 500 mensen raakten gewond, van wie 40 zwaar. Ondanks de ramp ging het feest door omdat het te gevaarlijk was om de mensenmassa vervroegd huiswaarts te sturen. Uit respect voor de doden en nabestaanden besloot de organisatie dat het festival hierna niet meer zou worden gehouden.

## Andere Love Parades

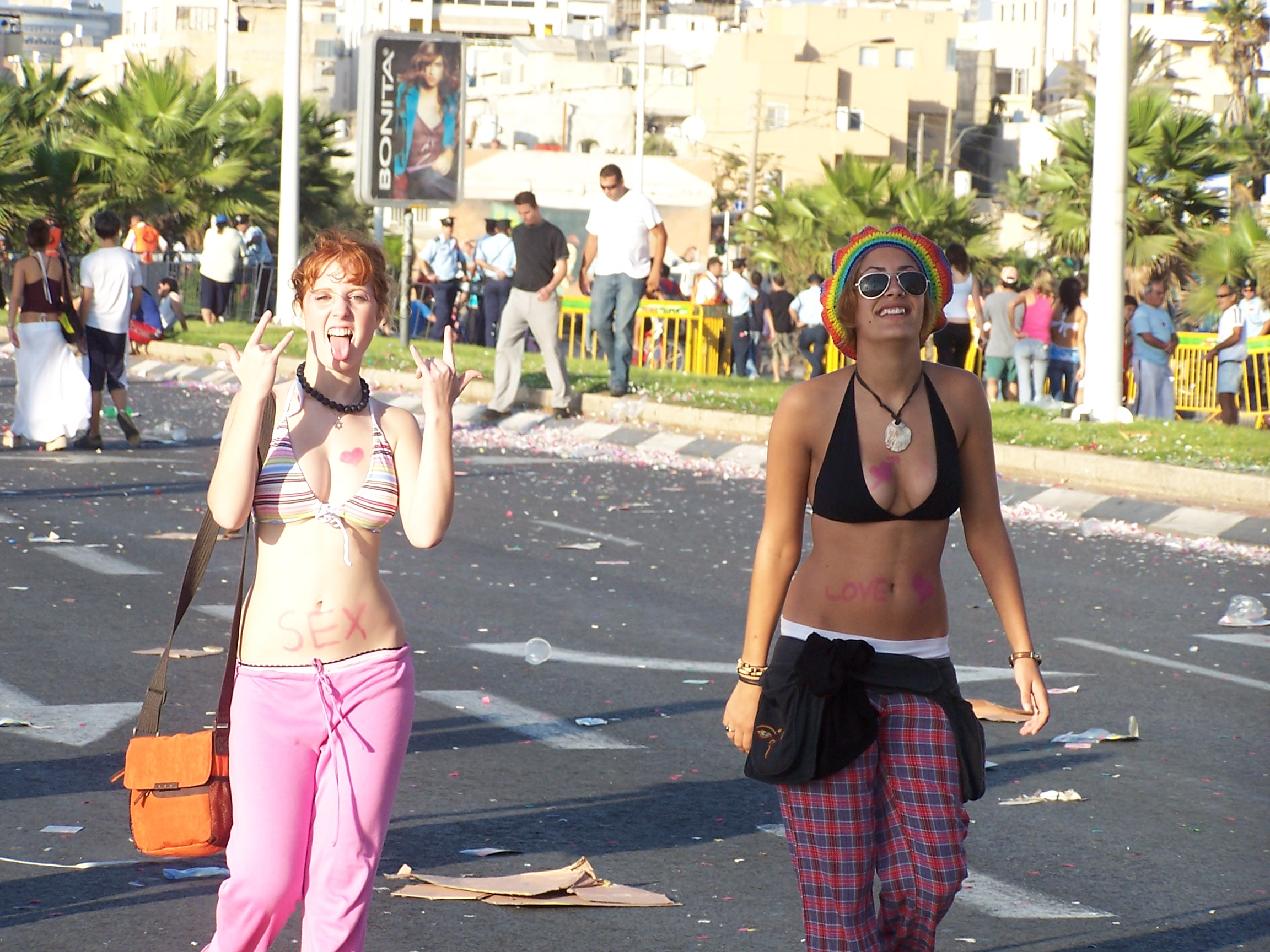
Twee jongedames op de Love Parade in Tel Aviv

Dankzij het succes van de Love Parade worden er ook in andere steden soortgelijke parades gehouden. De Street Parade in Zürich is de bekendste en was van 2001 tot 2006 het grootste dance-evenement ter wereld.
Andere (officiële) Love Parades:
- Love Parade Tel Aviv, Israël
- Love Parade San Francisco, Verenigde Staten
- Love Parade Caracas, Venezuela
- Love Parade Santiago, Chili
- Love Parade Leeds, Engeland (2000)[6][7]
- Love Parade Newcastle, Engeland (2001 niet doorgegaan, enkele dagen voorafgaand gecanceld vanwege de verwachte toestroom, er zijn als alternatief wel dance events binnen geweest)[8][9]

Andere parades met dezelfde opzet:
- Street Parade Zürich, Zwitserland
- Lake Parade Genève, Zwitserland
- Techno Parade Parijs, Frankrijk
- Fuckparade Berlijn, Duitsland
- Union Move München, Duitsland
- G-Move Hamburg, Duitsland
- Reincarnation Parade Hannover, Duitsland
- Vision Parade Bremen, Duitsland

Parades in Nederland en België:
- Fast Forward Dance Parade; Rotterdam

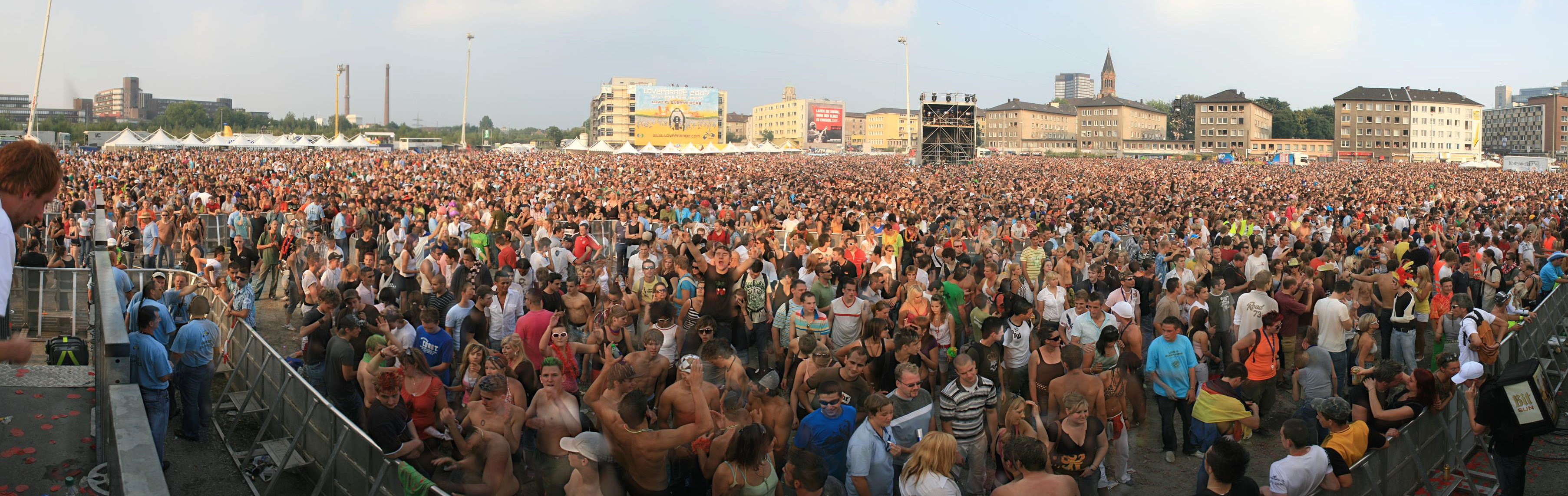
Love Parade 2007 in Essen

- City Parade; Brussel ('10), Luik ('09), Gent ('08)
- Limburg Love Parade; Geleen
- Legalize! Streetrave; Amsterdam
- Street Parade; Middelburg
- Future Parade; Eindhoven